# Antiblemma distracta
Antiblemma distracta är en fjärilsart som beskrevs av George Francis Hampson 1898. Antiblemma distracta ingår i släktet Antiblemma och familjen nattflyn. Inga underarter finns listade i Catalogue of Life.